# Ново-Носковская
 Ново-Носковская  — опустевшая деревня в Афанасьевском районе Кировской области в составе Ичетовкинского сельского поселения.

## География
Расположена на расстоянии примерно 19 км на северо-восток от райцентра поселка  Афанасьево.

## История
Известна с 1873 года как часть деревни Русская, в 1905 году починок Новоносковское или Федотовское (дворов 9 и жителей 24), в 1926 уже деревня Ново-Носковское (хозяйств 15 и жителей 63), в 1950 18 и 45 соответственно, в 1989 году 12 жителей.  

## Население
Постоянное население составляло 12 человек (русские 100%) в 2002 году, 0 в 2010.